# Christoph Iacono
Christoph Iacono (* 1972 in Wuppertal) ist ein deutsch-italienischer Pianist, Komponist, Theater- und Bühnenmusiker.

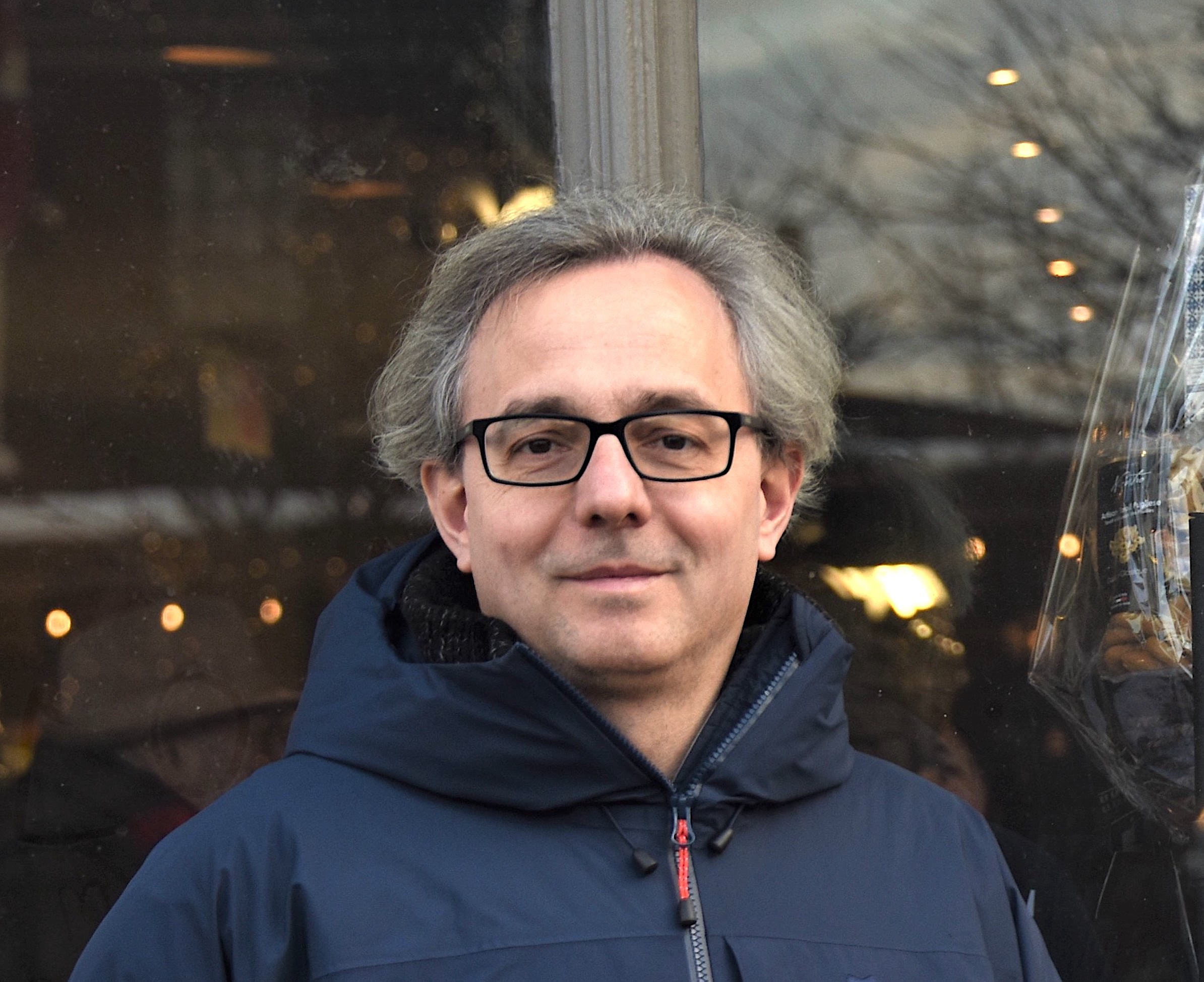
Christoph Iacono, 2023

## Leben
Christoph Iacono studierte Klavier bei Bernd F. Marseille in Düsseldorf und Martin Dörrie an der Hochschule für Musik und Theater Hannover. Nach Abschluss seiner Studien interpretierte er vor allem zeitgenössische und avantgardistische Kompositionen und spielte in zahlreichen Uraufführungen und Rundfunkproduktionen.
Für verschiedene Bühnen wie beispielsweise das Schauspiel Köln, das Schauspielhaus Bochum, das Düsseldorfer Schauspielhaus, das Thalia Theater Hamburg, das Staatstheater Mainz, das Schauspiel Frankfurt, das Staatstheater Kassel  und das Schauspiel Hannover arbeitet er als freier Theater- und Bühnenmusiker. Daneben komponierte er für verschiedene Choreografen Musik für Tanztheater und spielt beim Tanztheater Wuppertal Pina Bausch in den Stücken Palermo, Palermo und Das Stück mit dem Schiff.
Für das Theater Kiel komponierte er die Bühnenmusik zu Romeo und Julia in der Fassung von Feridun Zaimoglu und Günter Senkel. Mit den Regisseuren K.D. Schmidt, Wolf-Dietrich Sprenger, Ronny Jakubaschk und der Regisseurin Laura Linnenbaum verbindet ihn eine intensive und langjährige Zusammenarbeit an verschiedenen Schauspielhäusern im deutschsprachigen Theaterraum.
Als Pianist veröffentlichte er mit dem Ensemble Libertango die CDs El Angel und El Porteño. 2010 ist er mit dem Förderpreis des Von der Heydt-Kulturpreises der Stadt Wuppertal ausgezeichnet worden.

## Theater
- 2004: Eine Woche voller Samstage (Paul Maar). Regie: K.D. Schmidt. Schauspiel Köln
- 2005: Der satanarchäolügenialkohöllische Wunschpunsch (Michael Ende). Regie: Uwe Hergenröder.  Schauspiel Köln
- 2006: Karlsson vom Dach (Astrid Lindgren). Regie: Dorothea Schroeder. Theater Osnabrück
- 2006: Weiterleben (Judith Herzberg). Regie: K.D. Schmidt. Oldenburgisches Staatstheater
- 2006: Romeo und Julia (William Shakespeare). Neubearbeitung von Feridun Zaimoglu und Günter Senkel. Regie: Dedi Baron. Schauspiel Kiel
- 2007: Der Zauberer von Oz (Frank L. Baum). Regie: K.D. Schmidt. Schauspielhaus Bochum
- 2007: Katarakt (Rainald Goetz). Regie: Gabriele Jakobi. Schauspiel Köln
- 2008: Der kleine Vampir (Angela Sommer-Bodenburg). Regie: Wolf-Dietrich Sprenger. Schauspielhaus Bochum
- 2008: Zerrissenes Herz. Über Leben und Werk des Dichters Georg Heym. Regie: K.D. Schmidt. Oldenburgisches Staatstheater
- 2008: Ein Sommernachtstraum (William Shakespeare). Regie: K.D. Schmidt. Oldenburgisches Staatstheater
- 2008: Der Ring des Nibelungen (Schauspiel nach Richard Wagner). Regie: K.D. Schmidt. Theater Heilbronn
- 2009: Der gestiefelte Kater (Wolf-Dietrich Sprenger). Regie: Wolf-Dietrich Sprenger. Schauspielhaus Bochum
- 2009: John Gabriel Borkman (Henrik Ibsen). Regie: Wolf-Dietrich-Sprenger. Ernst Deutsch Theater Hamburg
- 2009: Piaf. Eine musikalische Revue (Pam Gems). Regie: Uwe Hergenröder. Theater Dortmund
- 2010: Der gestiefelte Kater (Wolf-Dietrich Sprenger). Regie: Wolf-Dietrich Sprenger. Thalia Theater Hamburg
- 2010: Der Hauptmann von Köpenick (Carl Zuckmayer). Regie: Wolf-Dietrich Sprenger. Ernst Deutsch Theater Hamburg
- 2010: Die Dreigroschenoper (Bertolt Brecht und Kurt Weill). Regie: K.D. Schmidt. Oldenburgisches Staatstheater
- 2010: König Lear (William Shakespeare). Regie: K.D. Schmidt. Oldenburgisches Staatstheater
- 2010: After The End (Dennis Kelly). Regie: Katrin Lindner. Schauspielhaus Bochum
- 2011: Der Mensch erscheint im Holozän (Max Frisch). Regie: Wolf-Dietrich Sprenger. Thalia Theater Hamburg
- 2011: REISE!REISER! Eine Reise durch den Roman „Anton Reiser“. (Karl Philipp Moritz). Regie: Sébastien Jacobi. Schauspiel Frankfurt
- 2011: Die Physiker (Friedrich Dürrenmatt). Regie: Wolf-Dietrich Sprenger. Ernst Deutsch Theater Hamburg
- 2012: Je suis completement battue (Nach Eléonore Mercier). Regie: Sébastien Jacobi. Ingmar Bergman International T heatre Festival Stockholm
- 2012: Polarbären (Marc Haddon). Regie: K.D. Schmidt. Oldenburgisches Staatstheater
- 2013: Familie : Schroffenstein (Nach Heinrich von Kleist). Regie: Sébastien Jacobi. Schauspiel Frankfurt
- 2013: Woyzeck (Nach Georg Büchner von Tom Waits, Kathleen Brennan, Robert Wilson). Regie: K.D. Schmidt. Oldenburgisches Staatstheater
- 2013: Was ihr wollt (William Shakespeare). Regie: Mona Kraushaar. Ernst Deutsch Theater Hamburg
- 2013: Du (Normen) (Philipp Löhle). Regie: Katrin Lindner. Nationaltheater Mannheim
- 2013: Lorenzaccio Le Fou oder La Vie Un Film Noir (Nach Alfred de Musset). Regie: Sébastien Jacobi. Schauspiel Frankfurt
- 2013: Lohengrin: Unterwegs mit Schwan! (Katrin Lange). Regie: Dorothea Schroeder. Düsseldorfer Schauspielhaus
- 2013: MARX MACHT MOBIL (Eine Geiselnahme mit Liedern von Christoph Iacono und K.D. Schmidt). Regie: K.D. Schmidt. Oldenburgisches Staatstheater
- 2014: Bei den wilden Kerlen (Nach Wo die wilden Kerle wohnen) von Maurice Sendak. Regie: Ronny Jakubaschk. Düsseldorfer Schauspielhaus
- 2015: Kopflohn (Anna Seghers). Regie: K.D. Schmidt. Staatstheater Mainz
- 2015: Die Ratten (Gerhart Hauptmann). Regie: Sébastien Jacobi. Theater Bielefeld
- 2017: Drei Tage auf dem Land (Patrick Marber nach Iwan Turgenjew). Regie: Andreas Kriegenburg. Schauspiel Frankfurt
- 2017: Die Physiker (Friedrich Dürrenmatt). Regie: K.D. Schmidt. Staatstheater Mainz
- 2018: Ein Sommernachtstraum (William Shakespeare). Regie: Laura Linnenbaum. Staatstheater Kassel
- 2018: Dinge, die ich sicher weiß (Andrew Bovell). Regie: K.D. Schmidt. Staatstheater Mainz
- 2018: MÉLODIE! MALADIE! MÉLODRAME! (Ein Abend über Ingrid Caven). Regie: Sébastien Jacobi. Staatstheater Saarbrücken
- 2018: Der gute Mensch von Sezuan (Bertolt Brecht). Regie: Wolf-Dietrich Sprenger. Ernst Deutsch Theater Hamburg
- 2019: Maß für Maß (William Shakespeare). Regie: Ronny Jakubaschk. Theater Münster
- 2019: Geschichten aus dem Wiener Wald (Ödön von Horváth). Regie: K.D. Schmidt. Staatstheater Mainz
- 2019: Mutter Courage und ihre Kinder (Bertolt Brecht). Regie: Laura Linnenbaum. Staatstheater Kassel
- 2022: Der Mann ohne Vergangenheit (Nach dem Film von Aki Kaurismäki). Regie: K.D. Schmidt. Staatstheater Mainz
- 2022: Fokus (Nach dem Roman von Arthur Miller). Regie: Laura Linnenbaum. Schauspiel Hannover
- 2023: Der Schimmelreiter (Nach der Novelle von Theodor Storm). Regie: Ronny Jakubaschk. Schauspiel Hannover
- 2023: PIAF – Mythos, Rausch und Wirklichkeit (Ein Abend von Laura Linnenbaum und Ensemble). Regie: Laura Linnenbaum. Staatsschauspiel Dresden
- 2024: Wer hat Angst vor Virginia Woolf? (Edward Albee). Inszenierung: K.D. Schmidt. Staatstheater Mainz

## Diskographie
- Peter Kowald Ort Ensemble Wuppertal Cuts (1998 FMP)
- Roland Matthies Le Voyage N'est Pas Fini... (2002 Goodlife Records/Pängg Vertrieb)
- Ensemble Libertango Astor Piazzolla – El Angel (2006 Laika Records/Rough Trade)
- Ensemble Libertango El Porteño (2012 Laika Records/Rough Trade)

## Auszeichnungen
- 2010: Förderpreis des Von der Heydt-Kulturpreises der Stadt Wuppertal